# 佐川一政
佐川一政（日语：／ Sagawa Issei，1949年4月26日—2022年11月24日），出生於神戶市，是一名日本殺人犯、食人者和戀屍癖者。他曾於法國巴黎殺害女性同學並將其食用，後因精神錯亂而不被起訴，之後移送至巴黎精神病院。不久，他父親將他引渡回日本醫院治療，後來醫院卻診斷佐川一政沒有聲稱的吃人嗜好，日本警方採取逮捕並起訴，但因法國警方以不能遞交放棄起訴者的資料為由拒絕將搜查資料交給日本警方，而因證據不足獲釋，後將其自身的經歷出版成幾本書籍。

## 犯案之前
佐川畢業於和光大學人文學系文學科，1976年取得關西學院大學英文碩士學位，隔年至巴黎留學，並於1980年以「川端康成與歐洲二十世紀前衛藝術運動的比較研究」論文取得巴黎第三大学碩士學位。
根據犯罪圖書館的網頁 All about Issei Sagawa by Katherine Ramsland - The Crime library（页面存档备份，存于） 提到，莫伊拉·馬丁格爾（Moira Martingale）所作的《Cannibal Killers》一書闡述了佐川一政是個優秀的學生，對高大的西方女子很有興趣，在和光大學攻讀英語文學時曾經迷上一位德國女教師。後來他對一位英國記者彼得·麥吉爾（Peter McGill）透露，「當我在路上碰到她時，曾經想過能不能把她吃了。」根據犯罪圖書館所記載，他甚至曾經趁該女教師睡眠時闖入她的住宅，但卻驚醒了她，佐川因而倉皇逃離。

## 巴黎人肉事件
佐川在索邦大學主修前衛藝術時受荷蘭籍女同學芮妮·哈特維爾（Renée Hartevelt）所吸引。1981年6月11日，他以一同討論文學為藉口，邀請哈特維爾到住處共進晚餐。在那裡，他以小口徑的獵槍朝哈特維爾的後腦開槍，然后进行姦尸、肢解被害人并拍摄照片，最后開始他食用對方的計畫。據信哈特維爾會成為佐川的獵物，是因為佐川認為她比他更加健康美麗。在訪談之中，佐川將自己描述成一個「軟弱、醜陋且矮小的男人」，宣稱他想要「吸取她的能量」。
他說自己在開槍以後就暈倒了。稍後醒來時，他意識到自己必須滿足吃掉她的慾望。他從臀部開始下手。他在訪談中指出自己當時對人類脂肪「是玉米色的」感到驚奇。在接下來兩天之中，佐川吃掉了被害者遺體的許多部分。他將她的肉描述為「柔軟無臭」，有如鮪魚的口感。兩天之後他把肢解的遺體裝進大皮箱中丟到巴黎市西郊的布洛涅森林公園，但在棄屍過程中被目擊，因而在五天之後受法國警方逮捕。自白時聲稱以前曾罹患腹膜炎，但由於翻譯錯誤成了腦膜炎，法國心理學家認定他在精神錯亂辯護，犯案時處於身心喪失的狀態，最终法国警方决定不对其进行起诉。

## 事件之後
佐川一政首先被收容在Heinrich Collis精神病院。1984年，他的父親佐川明（1914年－2005年，一橋大學畢業，栗田工業株式会社社長）将他引渡回日本，佐川被安排住進精神病院東京都立松澤醫院，同時經由院方診斷佐川並沒有吃人肉的性癖，最後提出了他對法國警方做偽證的結論。該院副院長金子嗣郎也認為佐川並非精神病患，而是屬於人格障礙，依法是可以追究刑事責任。研判法國醫院可能把佐川一歲時罹患的腸胃炎和腦炎搞錯，所以做了錯誤的判斷。日本警方也和院方持同樣看法，決定朝逮捕佐川並再次審判的方向進行，但被法國警方以「拒絕提供不起訴處分者的搜查資料」為由阻斷了國內再審之路。15個月後佐川出院，從此之後就以自由人身份生活，成為大眾媒體上的名人兼小說家。就在此時，由於國內追訴刑事責任的行動因為法國警方的堅持而幻滅，社會上出現必須給與社會制裁的聲音。佐川雙親因此受牽連，父親離開了一手創辦的公司，母親罹患精神官能症。
佐川一政因对整个事件不后悔的态度，以及对食人行为的酷爱，成为日本全国知名人物。1989年，適逢宮崎勤被捕，做為獵奇犯罪的理解者成為媒體寵兒，一度有四家杂志报纸等连载他的作品，仅此收入月入约100万日元。他在東京定居，写了几部畅销小说，經常受邀擔任客座演講與評論工作，寫作餐廳評論，为日本国内一家小报专栏写作，還参加了多部电影的拍摄，如一部名为的色情作品，他在片中演出有性虐待癖的窺淫狂Mr. Takano。他写过500封求职信结果没一家公司聘用他，有一家语言学校赏识他“敢用真名求职”的勇气打算聘用结果被职员反对不了了之。1993年從熟識的德國男性友人那認識了兩名白人女性，被當作金主利用且未發生肉體關係，甚至一起去海外旅遊，但最後發現了佐川過去的案子而絕交。到了2001年時幾乎沒有任何工作接洽，由於生活困頓而找上地下借貸。2010年受訪時自稱「完全沒有反省自己，仍然和白人女性交往，因為非常需要金錢，最初從老爸的錢包裡拿走數萬元，但這漸漸跟不上花錢速度。於是接著賣掉弟弟的大提琴、珍藏的畫作，最後還刷卡以支付開銷。」
2005年，佐川一政的父母去世，適逢被黑道追債躲到千葉縣，因此沒見到父母最後一面，而後也以社葬為由禁止参加他们的葬礼。之後以父母的遺產清償了他的借款，搬到了公宅，每月领取一定数额的救济金。2009年在与Vice杂志的访谈中，他承认自己的自杀倾向，长期以杀人者的名字被迫谋生是对他最大的惩罚。
1983年，佐川一政著作描述了这次令他闻名的事件的经过。除了关于他自己那起谋杀案的书，佐川一政还于1997年写了一本名为的书，记述1997年发生在日本神户的连续杀人案：酒鬼蔷薇圣斗事件。在这起案件中，一名被称为“少年A”的14岁少年杀害了几名儿童，并割下其中一名受害者的头。
佐川承認自己仍有對食人的幻想，而且不知道自己会不会再次實踐。
2010年，受訪時宣稱已經從白人女性愛好者畢業，現在的喜好是日本女性，特別是沖繩女性，對她們產生了食慾。
2015年，媒體揭露佐川一政早在2013年腦中風後便失去了生活自理能力，步行困難生活起居交由弟弟照顧只靠救助金度日。佐川一政於2022年11月24日因肺炎不治逝世，時年73歲；同年12月1日遺體於川崎北部齋苑（舊稱川崎市立葬齋場）火化，消息由其弟弟佐川純與友人代表「東京キララ社」根本敬共同發表聲明。

## 對大眾文化的影響
佐川一政的食人案件给Stranglers乐队1981年的歌曲《La Folie》以及滚石乐队1983年的歌曲《Too Much Blood》提供了灵感。

## 主要作品
- 
  - ，1983年1月 ISBN 482640073X
  - ，1984年1月 ASIN B000J6XF98
  - ，2002年5月 ISBN 4882027461
- ，1990年12月 ISBN 4048726161
- ，1990年12月 ISBN 4938620138
- ，1991年2月 ISBN 4309006604
- ，1991年2月 ISBN 4938620146
- ，1993年7月 ISBN 4886722571
- ，1994年9月 ISBN 487198415X
- ，1995年10月 ISBN 4807495267
- ，1996年1月 ISBN 4812400139
- ，1997年6月 ISBN 488718445X
- ，1997年9月 ISBN 4341141341
- ，1998年2月 ISBN 4309011926
- ，2000年12月 ISBN 4872784723
- ，2002年2月 ISBN 4846304418
- ，2006年9月 ISBN 4861820987
- ，2008年10月 ISBN 4341131737
- ，2012年7月 ISBN 4861823943